# 道の駅みなの
道の駅みなの（みちのえき みなの）は、埼玉県秩父郡皆野町にある埼玉県道348号下戦場塩貝戸線の道の駅である。

## 施設
- 駐車場
  - 普通車：46台
  - 大型車：5台
  - 身障者用：4台
- トイレ
  - 男：7器
  - 女：4器
  - 身障者用：1器
- 皆野農産物直売所
- レストハウスみなの
- 情報施設

## アクセス
国道140号と埼玉県道348号下戦場塩貝戸線の「道の駅みなの入口」交差点の南側にある
- 埼玉県道348号下戦場塩貝戸線 - 登録路線
- 国道140号 皆野寄居バイパス 皆野長瀞インターチェンジ（埼玉県道348号下戦場塩貝戸線で接続）
  - 埼玉県道37号皆野両神荒川線
  - 埼玉県道82号長瀞玉淀自然公園線

## 周辺
- 秩父鉄道秩父本線 親鼻駅
- 荒川
  - 親鼻橋
  - 親鼻河原
  - 紅簾片岩
- 長瀞渓谷